# Cerodontha silvatica
Cerodontha silvatica este o specie de muște din genul Cerodontha, familia Agromyzidae, descrisă de Franz Groschke în anul 1957. Conform Catalogue of Life specia Cerodontha silvatica nu are subspecii cunoscute.